# 清水正 (実業家)
清水 正（しみず ただし、1946年12月2日 - ）は、日本の実業家。株式会社ジーエス・ユアサバッテリー初代代表取締役社長。

## 略歴
- 大阪経済大学卒業
- 1969年4月 日本電池株式会社(現株式会社GSユアサ)入社。
- 2000年7月 統一工業股份有限公司董事長兼総経理天津統一工業有限公司董事長。
- 2001年6月 日本電池株式会社取締役。
- 2003年3月 同社自動車電池販売カンパニー長。
- 2004年4月 株式会社ジーエス・ユアサコーポレーション常務執行役員。
- 2004年6月 株式会社ジーエス・ユアサバッテリー代表取締役社長。
- 2006年6月 株式会社ジーエス・ユアサコーポレーション常勤監査役[1]。